# Dusona brachiator
Dusona brachiator là một loài tò vò trong họ Ichneumonidae.